# Yane Marques
Yane Marques (7 de enero de 1984 en Afogados da Ingazeira, Brasil) es una atleta de pentatlón moderno de Brasil. Es la única persona nacida en Sudamérica en ganar una medalla olímpica en este deporte.
Ganó el Campeonato Sudamericano de 2006, así como una medalla de oro en los Juegos Panamericanos de 2007, ambos celebrados en Río de Janeiro. Este hecho la hizo conocida a nivel nacional, debido al hecho de que ese deporte era apenas conocido por el público en general de Brasil.
Marques fue primera en la clasificación de Brasil 2010 y se convirtió en tercera del mundo en 2011. Al año siguiente ganó la medalla de bronce en los Juegos Olímpicos de 2012. Ocupó el tercer lugar en el pentatlón moderno, precedido solo por la campeona olímpica de 2012, Laura Asadauskaitė de Lituania.
| Predecesor: Rodrigo Pessoa Londres 2012 | Abanderada de Brasil en los JJ. OO. de verano Río de Janeiro 2016 | Sucesor: Bruno Rezende y Ketleyn Quadros Tokio 2020 |